# Charles De Geer
Baron Charles De Geer (Finspång, 30 januari 1720 - Stockholm 7 maart 1778) was een Zweedse industrieel en entomoloog. (de familienaam is meestal geschreven als De Geer of DeGeer met een hoofdletter "De", hij werd ook: Carl De Geer  genoemd)

## Biografie
De familie De Geer had sterke Nederlandse connecties, en Charles groeide op in Utrecht waar hij naartoe verhuisde toen hij 3 jaar oud was. 
Sinds hij op achtjarige leeftijd, als geschenk, enkele zijderupsen had ontvangen, was bij hem de interesse voor entomologie gewekt en ontwikkelde hij zich op vroege leeftijd tot een gerespecteerd amateur-entomoloog.
Als 19-jarige jonge man keerde hij in 1739 terug naar Zweden nadat een kinderloze oom en naamgenoot hem een erfenis naliet. Hij erfde het landgoed en de belangrijke ijzerfabrieken van Leufsta (Lövsta) in Uppland. Hij volgde de lessen van Linnaeus aan de universiteit van Uppsala en bestudeerde voornamelijk insecten en spinachtigen. Nog hetzelfde jaar werd hij verkozen tot lid van de Koninklijke Zweedse Academie van Wetenschappen, en in 1748 werd hij corresponderend lid van de Franse Academie van Wetenschappen. 
Zijn belangrijkste werk waren de Mémoires pour servir à l'histoire des insectes (acht delen, 1752-1778). 
De Geer ligt begraven met zijn echtgenote, Catharina Charlotta Ribbing in de kathedraal van Uppsala. 
Zijn collecties van insecten werden geschonken aan de Academie van Wetenschappen en behoren nu tot de collectie van het 
Zweeds Natuurhistorisch Museum in Stockholm. Hij liet bovendien een bibliotheek na in Lövsta met o.a. geschriften van Olaus Rudbeck en een belangrijke collectie 18e-eeuwse bladmuziek.

## Werken
- Tal om nyttan, som Insecterne och deras skärskådande, tilskynda oss, ... Stockholm 1744-47.
- Mémoires pour servir à l'histoire des insectes. Grefing & Hesselberg, Stockholm 1752-78.
- Tal, om insecternas alstring. Stockholm 1754.
- Abhandlungen zur Geschichte der Insecten. Müller & Raspe, Leipzig, Nürnberg 1776-83 p.m.
- Genera et species insectorum. Crusium, Leipzig 1783 p.m.

## Enkele insecten beschreven door De Geer
Meer dan 600 insecten en andere geleedpotigen zijn voor het eerst wetenschappelijk beschreven door de Geer, waaronder:
- Camponotus pennsylvanicus, een  mierensoort (Hymenoptera: Formicidae)
- Dermestes maculatus, een spekkeversoort, Coleoptera 1774
- Xestobium rufovillosum, de bonte knaagkever, Coleoptera 1774
- Meconema thalassinum, de boomsprinkhaan, Orthoptera 1773
- Gasterophilus intestinalis, een horzelsoort, Diptera 1776
- Episyrphus balteatus, een zweefvliegsoort, Diptera 1776
- Triatoma rubrofasciata, triatomasoort, Hemiptera 1773
- Erythrodiplax unimaculata, een libellesoort 1773
- Dryophilocoris flavoquadrimaculatus, een blindwantssoort 1773
- Anasa tristis, een randwantssoort

## Enkele insecten vernoemd naar De Geer
- Degeeriella een luizenfamilie.
- Nemophora degeerella de geelbandlangsprietmot.
- Crematogaster degeeri een mier.